# Clivina elegans
Espèce
Clivina elegans est une  espèce de coléoptères de la famille des Carabidae, de la sous-famille des Scaritinae, de la tribu des Clivinini et de la sous-tribu des Clivinina. Elle est trouvée en Australie.